# Luciano Russo
Luciano Russo (Lusciano, 23 de junho de 1963) é um diplomata e prelado italiano da Igreja Católica pertencente ao serviço diplomático da Santa Sé.

## Biografia
Foi ordenado presbítero em 1 de outubro de 1988, pelo bispo Giovanni Gazza, S.X., sendo incardinado na Diocese de Aversa.
Licenciado em direito canônico, ingressou no serviço diplomático da Santa Sé em 1 de julho de 1993 e, posteriormente, trabalhou nas representações pontifícias em Papua-Nova Guiné, Honduras, Síria, Brasil, Holanda, Estados Unidos e Bulgária.
Em 27 de janeiro de 2010, o Papa Bento XVI o nomeou núncio apostólico e arcebispo titular de Monteverde, sendo em 16 de fevereiro indicado para a nunciatura de Ruanda‎, foi consagrado em 14 de abril, na Catedral de São Paulo de Aversa, por Tarcisio Bertone, S.D.B., Cardeal Secretário de Estado, coadjuvado por Giovanni Angelo Becciu, substituto da Secretaria de Estado e por Angelo Spinillo, bispo de Aversa.
Em 14 de junho de 2016, o Papa Francisco o nomeou núncio apostólico na Argélia‎ e Tunísia‎. Em 22 de agosto de 2020, Francisco o nomeia como núncio apostólico no Panamá.
Em 18 de dezembro de 2021, foi transferido para a nunciatura apostólica no Uruguai. Permaneceu neste posto até 10 de setembro de 2022, quando foi nomeado secretário para as Representações Pontifícias.
É fluente, além do italiano nativo, em inglês, francês, espanhol e português.